# IC 5377
IC 5377 ist eine irreguläre Zwerggalaxie vom Hubble-Typ Im im Sternbild Pegasus nördlich der Ekliptik. Sie ist schätzungsweise 54 Millionen Lichtjahre von der Milchstraße entfernt und hat einen Durchmesser von etwa 20.000 Lichtjahren. Vom Sonnensystem aus entfernt sich die Galaxie mit einer errechneten Radialgeschwindigkeit von näherungsweise 1.100 Kilometern pro Sekunde.
Das Objekt wurde am 17. November 1895 von Isaac Roberts entdeckt.

## Galaktisches Umfeld
| Nr. | Galaxie          | Alternativname            | Rek           | Dek           | Distanz/asec |
| --- | ---------------- | ------------------------- | ------------- | ------------- | ------------ |
| →   | IC 5377          | LEDA/PGC 156              | 00h02m05.40s  | +16d35m25.0s  | 0            |
| 1   | IC 5378          | LEDA/PGC 177              | 00h02m37.8s   | +16d38m53s    | 504.78       |
| 2   | IC 5379          | LEDA/PGC 185              | 00h02m40.70s  | +16d36m01.0s  | 509.43       |
| 3   | LEDA/PGC 178     | WISEA J000237.78+163907.6 | 00h02m37.70s  | +16d39m08.0s  | 514.78       |
| 4   | LEDA/PGC 1516626 | 2MASX J00014832+1646190   | 00h01m48.313s | +16d46m18.75s | 698.43       |
| 5   | LEDA/PGC 1513026 | 2MASX J00011444+1637136   | 00h01m14.43s  | +16d37m13.7s  | 740.43       |
| 6   | LEDA/PGC 1507318 | 2MASX J00021212+1622336   | 00h02m12.11s  | +16d22m33.4s  | 777.01       |